# 假鹤虱属
假鹤虱属（学名：Hackelia）是紫草科下的一个属，为草本植物。该属共有40种，分布于亚洲及欧洲。